# Beatriz de Aguilar
Beatriz de  Aguilar, conocida como la Madre Beatriz de Aguilar (c. 1570-1610), escritora y religiosa española terciaria (clero secular femenino), que narró sus experiencias místicas en varios romances.

## Biografía
Se dispone de muy pocos datos sobre su vida, nació en Granada, aunque se desconoce la fecha exacta, posiblemente en el último tercio del siglo XVI. Presumiblemente pertenecía a una familia noble o acomodada. Fue hija única, ya que sus padres, don Vicencio Leones Espinosa Genovés y doña Juana de Tovar Ponce de León, hija de doña Francisca de Aguilar, de quien tomó el apellido, hicieron voto de castidad tras su nacimiento. Fue bautizada en la Parroquia de la Encarnación, título de San Justo y Pastor (Granada). Francisco Bermúdez de Pedraza menciona que Beatriz fue premiada por el Señor, que aceleró en ella el uso de la razón; lo cual se tradujo en santidad y penitencia, ya que comenzó a los seis años con ayunos y disciplinas hasta el punto que “en las paredes de su aposento se veía el testimonio de ellas, rubricado con su sangre”. Tuvo una vida austera con voto de castidad y hacía fuertes y frecuentes disciplinas por querer más a su alma que a su cuerpo y para evitar tentaciones. En la Relación de su vida que conservamos se cuenta que el amor a Cristo lo manifestaba en la Cruz, con la que dormía abrazada en el suelo y que por ello el señor la premió haciéndola morir el mismo día que él (un viernes). También que nos dice Pedraza que tenía el don de la consolación, de manera que no había nadie que se acercara a ella que no saliera confortado en cuerpo y espíritu, siendo el consuelo general de su ciudad. Murió con poco más de cuarenta años: se la vistió con el hábito de Santa Teresa y fue sepultada en el Colegio de la Compañía de Jesús, con este epitafio:
Aquí yace el cuerpo de la madre Beatriz de Aguilar, su alma esta en el cielo, gozando de la gloria que mereció la pureza de su vida, y excelencia de sus virtudes. Murió viernes a nueve de julio de mil y seiscientos y diez.

## Obra
Compuso la titulada: “Romances / compuestos por la Madre Beatriz de Aguilar, en agradecimiento de algunas mercedes señaladas, que Dios le hizo”. Se trata de seis hojas sin foliación en cuarto. Fueron publicados por el Padre Agustín Quirós, perteneciente a la Compañía de Jesús, y la publicación original se hizo en casa de Francisco de Cea, 1610. Esta publicación consta de una introducción del padre Agustín Quirós, confesor de la autora. Existe un ejemplar de la obra en la Biblioteca de la Universidad de Granada.